# Andreas Albrecht
Andreas J. Albrecht (* 1957, Ithaca, New York, USA)  je americký teoretický fyzik a kosmolog. Působí jako profesor a předseda fyzikálního oddělení na University of California, Davis. Je jedním z autorů inflačního modelu a jedním ze zakladatelů inflační kosmologie. Dále se věnuje studiu formování raného vesmíru, kosmických struktur a temné energie.

## Práce
Ve své diplomové práci představil Albrecht nový inflační model, řešení problém kolize bublin v původním inflačním modelu Alana Gutha. Později Albrecht studoval pozorovatelné účinky kosmických topologických defektů, které přispívají k vyloučení kosmických strun jako dominantního mechanismu pro utváření vesmírných struktur.
Ve stejném době jako João Magueijo navrhl Albrecht nezávisle kosmologický model měnící se rychlosti světla, který předpokládá, že hodnota rychlosti světla v raném vesmíru byl bilionkrát větší. Tento model má za cíl vysvětlit kosmologický problém horizontu.
Albrecht rovněž pracoval v oblasti kvantové mechaniky a pravděpodobnosti v kvantové teorii.

## Život a kariéra
V roce 1979 absolvoval Cornellovu univerzitu v Ithace, doktorát mu byl udělen v roce 1983 na Pensylvánské univerzitě ve Filadelfii v oboru kosmologie. Jeho školitelem byl Paul Steinhardt.
Později pracoval jako postdoktorand na Texaské univerzitě v Austinu a v Národní laboratoři Los Alamos. Později v letech 1987–1992 pracoval ve Fermilabu a následujících osm let do roku 1998 vyučoval na Imperial College London.
Albrecht je členem Americké fyzikální společnosti a členem britského institutu fyziky.